# Xabier Markiegi Candina
Xabier Markiegi Candina (Bilbao, 30 de diciembre de 1938-Aguadulce, 29 de marzo de 2021) fue un político español. Ararteko desde 1995 hasta 2000.

## Biografía
Hijo de Andrés Markiegi y de Asun Candina. El matrimonio tuvo diez hijos, de los cuales los cinco mayores fueron a seminarios o a noviciados de frailes.
Realizó la educación primaria y el bachillerato en el colegio Santiago Apóstol (Bilbao), de los Hermanos de las Escuelas Cristianas. Tras ingresar en esta Congregación religiosa, comenzó su formación religiosa (1954) en el Noviciado de San Asensio (La Rioja). Seguidamente, se trasladó a Salamanca para estudiar Teología en la Universidad Pontificia de Salamanca. Tras estudiar tres cursos académicos (1956-1959) fue enviado como profesor en prácticas a un colegio de la Congregación en San Sebastián, allí fue profesor de Ramón Jauregui. En 1961 regresó a Salamanca donde concluyó sus estudios de Teología, compatibilizándolos con los de Filosofía y Letras en la Universidad de Salamanca. En 1963 fue destinado al colegio donde el había estudiado en Bilbao. Allí fue profesor de Iñaki Anasagasti. Compatibilizó su labor docente con el estudio de tres cursos de Ingeniería, para mejorar su formación con el fin de trabajar como profesor en las escuelas de Formación Profesional de la Congregación de los Herrmanos de las Escuelas Cristianas.
En 1966, al enfermar de tuberculosis, fue enviado al noviciado de San Asensio (La Rioja), donde fue nombrado director del Instituto Laboral de los Hermanos de La Salle. En 1967 se trasladó a Roma al Centro Internacional Lasaliano, donde mejoró su formación directiva. En 1968, fue nombrado director de la Escuela de Magisterio La Salle - Nuestra Señora del Juncal (Irún). Simultáneamente realizó los estudios de Psicología en la Universidad Complutense de Madrid (1973).
En 1974 se trasladó a Éibar, donde continuó su actividad docente en un colegio de los Hermanos de La Salle. Allí tuvo como alumno a Arnaldo Otegi. Al año siguiente, aprobó las oposiciones a maestro, y fue destinado a una escuela pública de Gallarta (Abanto y Ciérvana) (1975-1981).
Influenciado por el Conclio Vaticano II, desde una perspectiva más acorde con el compromiso social que con una faceta religiosa, Markiegi decidió entrar en la política activa en 1976, como militante de Euskal Iraultzarako Alderdia. Fue vicesecretario general de Euskadiko Ezkerra, antes de la fusión con el PSE. En los años ochenta participó, junto a otros responsables de esta organización, en el proceso de disolución de ETA político-militar.
Sustituyó a Mario Onaindia en el Parlamento Vasco (1981), donde permaneció hasta 1994, uniéndose al grupo mixto, en lugar de al Partido Socialista de Euskadi.
El 3 de marzo de 1995 asumió el cargo de Defensor del Pueblo, tras recibir los apoyos del PNV, PSE, Izquierda Unida y Unidad Alavesa. Permaneció en el cargo hasta el 11 de septiembre de 2000, siendo sucedido por Mercedes Agúndez. Cuando renunció, se reincorporó a la función pública, como asesor en el Consejo Escolar de Euskadi. En 2002 fue a Marruecos, al ser nombrado director del Instituto Cervantes en Rabat. También trabajó para la Fundación Víctimas del Terrorismo. En 2007 se reincorporó a la escuela de Gallarta, donde se jubiló.